# Comedia mitológica

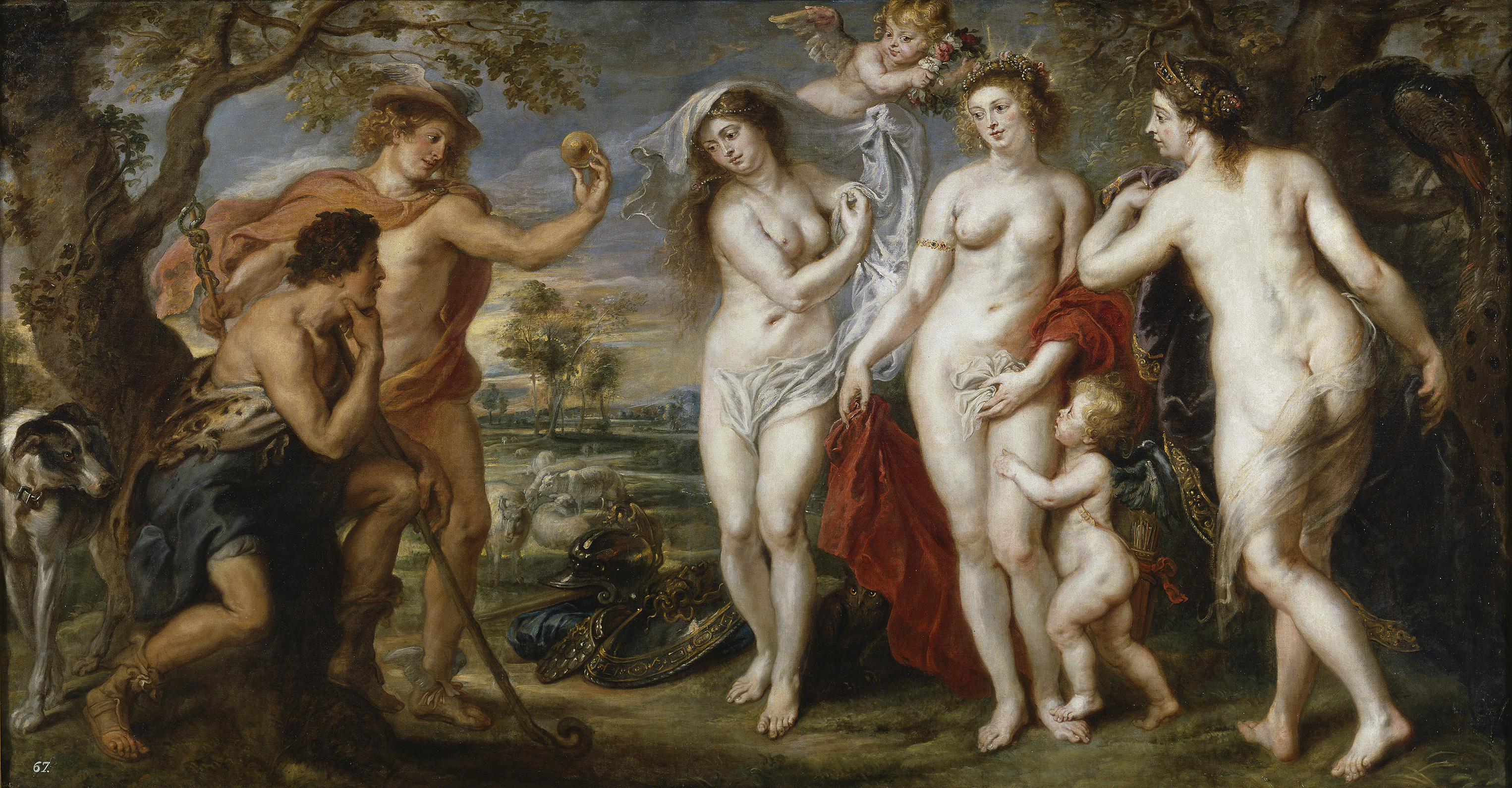
El juicio de Paris, Peter Paul Rubens, ca. 1638 - 1639. (Museo del Prado. Madrid).

La comedia mitológica es un subgénero dramático del Siglo de Oro que en España se desarrolló fundamentalmente a partir de la segunda mitad del siglo XVII en el ámbito cortesano y palatino. No es un género privativo de la literatura española; en otras también se da, aunque en formas más variopintas y a veces musicalizadas: ballets, óperas, etc.
Eran obras de gran aparato escenográfico por la gran fantasía que desplegaba la mitología griega y romana en que se inspiraban: fundamentalmente las epopeyas de Homero y Virgilio, las Metamorfosis de Ovidio, los viajes de los Argonautas y los amores entre dioses y mortales difundidos a través de manuales como La filosofía secreta de Juan Pérez de Moya (1585), el Teatro de los dioses de la gentilidad de fray Baltasar de Vitoria (h. 1620) y los "Ovidios moralizados".
Para una escenografía tan compleja se recurrió en España a ingenieros y escenógrafos italianos como Cosme Lotti y Baccio del Bianco. 
Los mitos eran interpretados con gran libertad y a veces se entremezclaban con otras tradiciones y ciclos mitológicos, novelescos o históricos. Su estructura era la de una comedia de enredo, pero con una intriga palaciega. La función de estas comedias era ante todo propagandística: las historias que se contaban eran espejo de hazañas militares o de las virtudes morales de los monarcas, por más que los graciosos de estas comedias, no muy lejanas de las comedias burlescas por su humor desmitificador, ridiculizasen los mismos mitos y a sus heroicos o divinos protagonistas.
Las comedias mitológicas se fueron asociando progresivamente al elemento musical, desde las primeras zarzuelas a las óperas calderonianas, como La púrpura de la rosa o Celos aun del aire matan (1660). Lope hizo algunos ensayos bastante tempranos, como Adonis y Venus (h. 1604) o El Amor enamorado (1635), pero fue Pedro Calderón de la Barca quien más destacó en la preparación de fiestas mitológicas para la Corte. La primera de ellas fue El mayor encanto amor (1635), representada la noche de San Juan en el estanque de palacio del Buen Retiro. Otras importantes fueron su La fiera, el rayo y la piedra (1652), Fieras afemina amor (1669), Psiquis y Cupido, El monstruo de los jardines.
También destacaron en este género otros dramaturgos: Antonio de Solís (Eurídice y Orfeo, Las amazonas), Juan Vélez de Guevara (Los celos hacen estrellas), Francisco de Avellaneda (El templo de Palas), Agustín de Salazar (Los juegos olímpicos) o, ya en el siglo XVIII, José de Cañizares, quien además introdujo algunos de sus elementos espectaculares en un nuevo género que él creó, la comedia de magia.